# Елена Вів'яні
Елена Вів'яні (італ. Elena Viviani, 10 жовтня 1992) — італійська ковзанярка, що спеціалізується на шорт-треку, олімпійська медалістка. 
Бронзову олімпійську медаль Елена виборола на Іграх 2014 року в Сочі в складі італійської команди в естафеті на 3000 метрів. 